# Фенеон, Феликс
Феликс Фенеон (фр. Félix Fénéon; 22 июня 1861, Турин — 29 февраля 1944, Шатне-Малабри) — французский публицист, художественный критик, писатель, анархист.

## Биография
Двадцатилетним приехал в Париж. В 1881—1894 годах — служащий военного ведомства. В 1884 году основал журнал «Revue Indépendante», в работе которого участвовали Эдмон де Гонкур, Гюисманс, Малларме, Верлен и др. Вместе с П. Аданом, Мореасом и Метенье опубликовал памфлет «Petit Bottin des Lettres et des Arts» (1886, без имени авторов). В 1886 году примкнул к анархистам. Принимал участие в символистском движении, помещая статьи в «Libre Revue», «Vogue», «Hommes d’ajourd’hui», «Carcan», «Cravache», «Symboliste», «Art Moderne» (брюссельском). Открыл для французской публики фигуры и произведения Рембо, Жарри, Аполлинера, Валери, Джойса и других писателей-первопроходцев. Первым начал защищать в печати живопись неоимпрессионистов, в 1887 г. издал брошюру-манифест «Les Impressionistes en 1886». По мнению Джона Ревалда «для того чтобы никто не спутал "старых" импрессионистов с Сёра и его соратниками, Фенеон создал новое слово "неоимпрессионисты", хотя Сёра предпочел бы более точный термин - "хромолюминаристы"». В период дела Дрейфуса — дрейфусар, близкий к Золя. В 1896—1903 годах — секретарь редакции журнала La Revue blanche.

## Признание и посмертная судьба
Портреты Фенеона оставили Синьяк, Валлотон, Максимильен Люс.

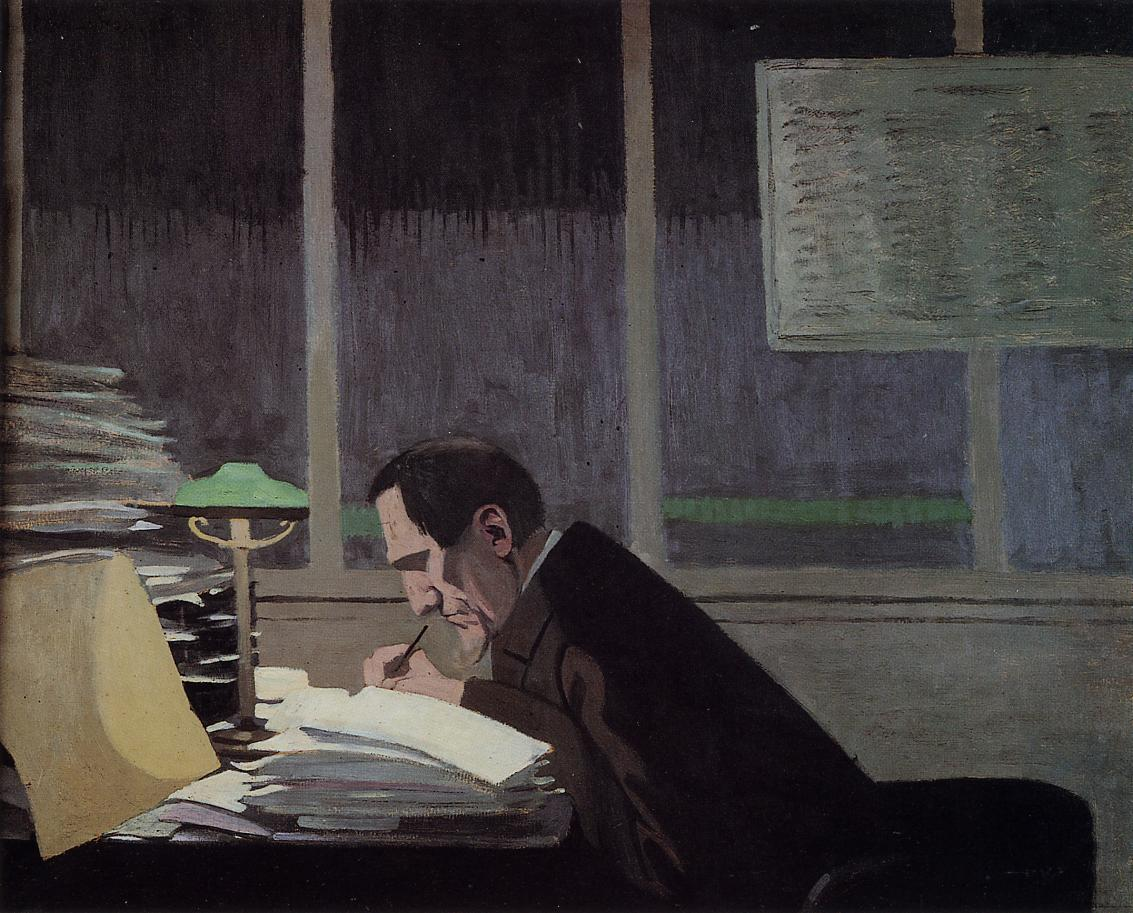
Феликс Валлотон. Феликс Фенеон в редакции La Revue blanche, 1896.

Высокую оценку деятельности и роли Феликса Фенеона во французской культуре уже при жизни дали Октав Мирбо (1894) и Аполлинер (1914), позднее — Жан Полан (1948).

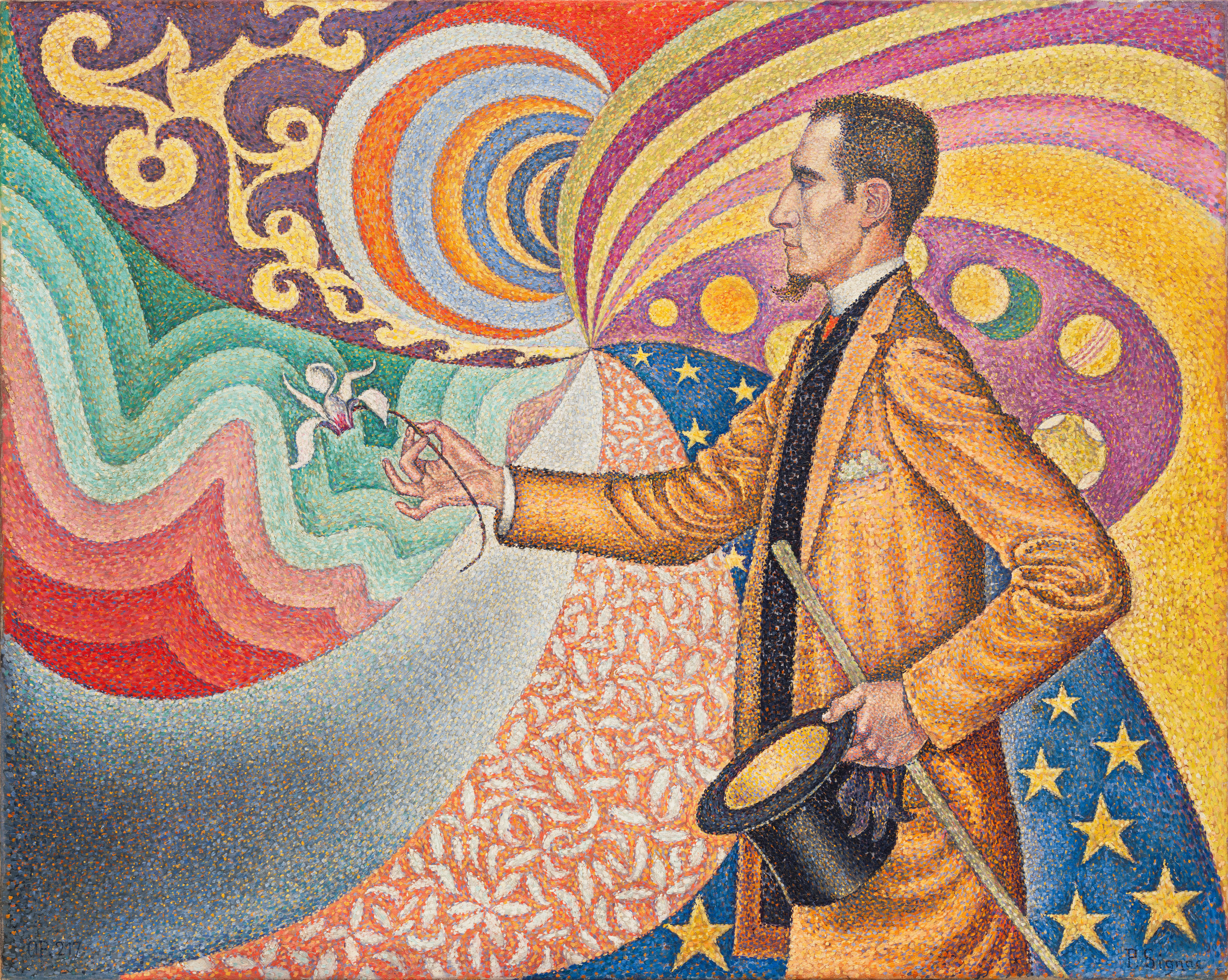
Портрет Феликса Фенеона, выполненный Полем Синьяком в 1890 году

Признание получили новаторские микроновеллы Фенеона Романы в три строки, которые он анонимно публиковал в газете Le Matin в рубрике под этим названием (1906) и которые были собраны в единое целое Жаном Поланом лишь после смерти автора (1948). Рецензией на их английский перевод (2007) откликнулся Джулиан Барнс.
В 1949 году во Франции учредили литературную премию Фенеона, в числе её первых лауреатов были представители нового романа.
Издано собрание сочинений Фенеона (1970, с позднейшими дополнениями 2003, 2006), опубликованы его письма, отдельными изданиями — переписка с Малларме, Жарри, Вьеле-Гриффеном.

## Новейшие издания
- Nouvelles en trois lignes. — Paris: Macula, 1990.
- Nouvelles en trois lignes et autres textes courts. — Paris: Librairie generale francaise, 1998.